# Guy Montavon

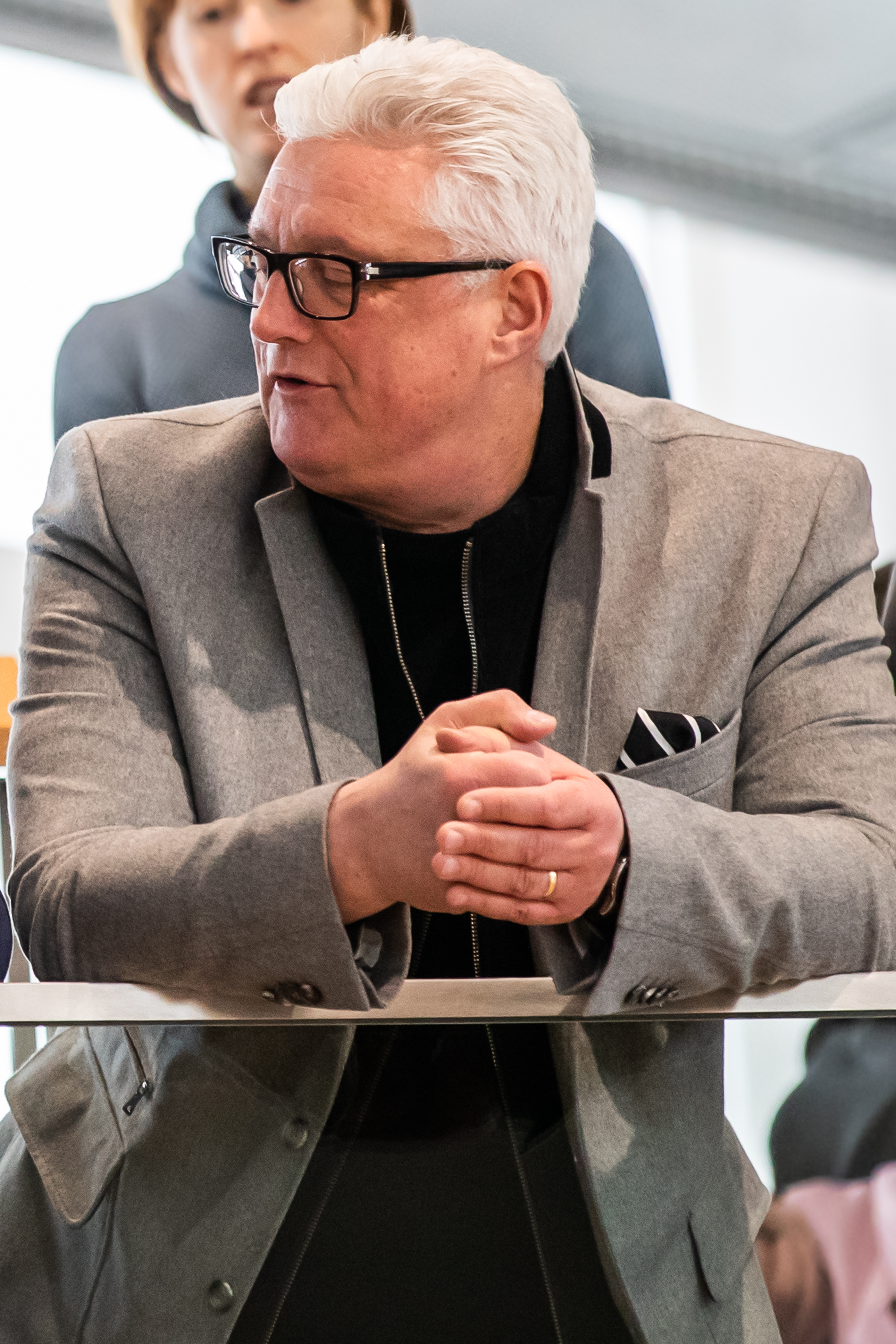
Guy Montavon (2020)

Guy Montavon (* 15. September 1961 in Genf) ist ein Schweizer Opernregisseur. 

## Leben
Seine Ausbildung begann am Genfer Konservatorium, an dem er zunächst ein Diplom als Fagottist erwarb. Als Regieassistent arbeitete er am Grand Théâtre de Genève, der Genfer Oper. Anschließend studierte er an der Hamburger Hochschule für Musik und war Teilnehmer von Götz Friedrichs Klasse für darstellende Kunst. Als Assistent von Giancarlo del Monaco arbeitete Montavon an den Opernhäusern von Berlin, Stuttgart, Bregenz, Barcelona, Macerata und an der Metropolitan Opera in New York.
Von 1985 bis 1988 war er Regieassistent und wissenschaftlicher Mitarbeiter am Theater Bremen, von 1992 bis 1995 Oberspielleiter und stellvertretender Direktor an der Oper Bonn und von 1996 bis 2002 Intendant am Stadttheater Gießen.

### Tätigkeiten
- Mitglied des Internationalen Hans-Gabor-Belvedere-Gesangswettbewerbs in Wien
- Vorsitzender des Thüringer Landesverbandes des Deutschen Bühnenvereins (seit 2012)
- Vorstandsmitglied der Sparkassen Kulturstiftung
- Mitglied des Direktoriums des Jeunesses Musicales Deutschland
- Honorarkonsul der Schweiz für Thüringen (seit 2012)
- Vorstandsmitglied der Vereinigung der europäischen Intendanten (CPDO) in Paris

Montavon ist zudem Jury-Mitglied weiterer Internationaler Gesangswettbewerbe in Paris, Korea, Barcelona, Montreal, Trnava, Bilbao und Verviers und Lehrbeauftragter an verschiedenen Universitäten. Seit August 2002 ist er Generalintendant des Theaters Erfurt und künstlerischer Leiter der DomStufen-Festspiele in Erfurt. Seit 2005 gehört er zu den Botschaftern der Stadt Erfurt. 
Montavon wurde im Januar 2024 „vorläufig beurlaubt“ und als Generalintendant des Theaters Erfurt abberufen; Hintergrund waren Missbrauchsvorwürfe am Erfurter Theater.

## Inszenierungen
Zu seinen Ideen zählt, einen Uraufführungszyklus am Theater Erfurt zu initiieren. In diesen Zyklus gehörte auch die Inszenierung von Philip Glass’ Oper Waiting for the Barbarians, bei der er selbst Regie führte. Diese Inszenierung wurde 2006 an der Oper in Amsterdam gezeigt und ging 2007 nach Austin/Texas. 2008 fanden weitere Gastspiele in der Barbican Hall London statt.
1993 inszenierte Montavon für die Eröffnung der Finnischen Nationaloper Bizets Carmen. Er war außerdem an der Hamburger Staatsoper und in Livorno, Bremerhaven, Pisa, Lyon, St. Gallen, Saarbrücken und Montpellier sowie bei den Savonlinna-Opernfestspielen (Finnland) künstlerisch tätig. Seit 2009 gehören auch Riga, München, Monte Carlo, Nizza, Parma und Hongkong zu Montavons Wirkungsstätten. Mit Richard Strauss’ Oper Friedenstag debütierte er 2003 bei den DomStufen-Festspielen in Erfurt. Mit Carmen sorgte Montavon dort 2018 für Aufsehen, weil er die Handlung des Stückes auf einen Schrottplatz verlegte und zwischen dem historischen Gebäudeensemble von Erfurter Dom und Severikirche eine gigantische Schrottauto-Skulptur errichten ließ (Bühne: Hank Irwin Kittel).
- 2013: Emmerich Kálmán: Gräfin Mariza (Theater Erfurt)